# Sebastián Gamarra
Sebastián Gamarra Ruiz (Tarija, 15 de janeiro de 1997) é um futebolista profissional boliviano que atua como meio-campista. Atualmente está sem clube.

## Carreira
ntre 2014 e 2016, jogou nas categorias de base do Milan, onde fez seu único jogo em março de 2015, num amistoso contra a Reggiana, entrando no lugar de Sulley Muntari. Deixou a equipe rossonera em julho de 2016 para assinar com o FeralpiSalò, onde atuou em 9 jogos. Em janeiro de 2019, foi contratado pelo Pisa, e após disputar somente 3 jogos, deixou o clube e a Itália em julho para voltar à Bolívia, assinando com o Oriente Petrolero.

## Seleção
Gamarra integrou a Seleção Boliviana de Futebol na Copa América de 2015 (não atuou em nenhum jogo da competição). Sua única partida por La Verde foi um amistoso contra a Argentina, disputado em junho do mesmo ano (vitória da Albiceleste por 5 a 0).

## Links
- Sebastián Gamarra em National-Football-Teams.com